# Rhamnus pichleri
Rhamnus pichleri är en brakvedsväxtart som beskrevs av Schneid., Amp; Bornm. och Joseph Friedrich Nicolaus Bornmüller. Rhamnus pichleri ingår i släktet getaplar, och familjen brakvedsväxter. Inga underarter finns listade i Catalogue of Life.